# 1878 a tudományban
Az 1878. év a tudományban és a technikában.

## Születések
- április 9. – Grossmann Marcell matematikus († 1936)
- augusztus 28. – George Whipple amerikai orvos, patológus, (harmadmagával) elnyerte a fiziológiai Nobel-díjat († 1976)
- november 17. – Lise Meitner osztrák-svéd atomfizikusnő († 1968)
- december 23. – André Helbronner francia fizikus, kémikus, feltaláló († 1944)

## Halálozások
- január 8. – François-Vincent Raspail francia kémikus (* 1794)
- január 18. – Antoine Becquerel francia fizikus (* 1788)
- január 19. – Henri Victor Regnault francia fizikai kémikus (* 1810)
- január 24. – Pieter Bleeker holland orvos és ichthiológus, akit Kelet-Ázsia halfajairól írt tanulmánya tett ismertté (* 1819)
- január 26. – Ernst Heinrich Weber német orvos, őt tartják a kísérleti pszichológia megalapítójának (* 1795)
- február 8. – Elias Magnus Fries svéd botanikus, mikológus (* 1794)
- február 10. – Claude Bernard francia fiziológus (* 1813)
- február 26. – Pietro Angelo Secchi olasz csillagász, jezsuita szerzetes. Az „asztrofizika atyjának” is nevezik (* 1818)
- május 13. – Joseph Henry amerikai fizikus (* 1797)
- június 13. – Carl Stål svéd entomológus (* 1833)
- június 23. – George Back angol admirális, sarkkutató  (* 1796)